# 水吉祥菩薩
水吉祥菩薩（Dakasrī）又稱大水吉祥菩薩。為密教現圖胎藏界曼荼羅觀音院外列上方（東）第五位之尊菩薩。

## 梵名意義
「Daka」的意思為水，密教認為水能帶來生命的活力，水代表清淨、滋潤。不但可以洗滌一切圬垢，明心見性。也可以滋長萬物，並維持生命的延續。故有「清淨菩提心」與「孕育眾生」之功德。
「Srī」是吉祥的意思，也是印度蓮華女神的名字，她孕育生命而為大母神。
在密教中水吉祥觀音的密號為「潤生金剛」。

## 註腳
1. ↑   全佛編輯部. . 台北市: 嘉豐出版社. 2011-05-01: 1487. ISBN 9789868202252 （中文）.
2. ↑  松長有慶著 吳守鋼譯. . 新北市: 大千出版社. 2008.9: 261–265. ISBN 978-957-447-146-1 （中文）.
3. ↑  施勒伯格著 范晶晶譯. . 北京: 中西書局. 2017.7: 105  [2019-07-19]. ISBN 978-7-5475-0892-3 （中文）.
4. ↑   朱·坎貝爾. . 台北市: 正智出版社. 2012.8: 84. ISBN 978-986-6431-36-4 （中文）.